# Teatro all'antica, Sabbioneta
Teatro all'antica ("gledališče v slogu antike") je gledališče v Sabbioneti v severni Italiji. Bilo je prvo samostojno, namensko zgrajeno gledališče v sodobnem svetu. Je drugo najstarejše ohranjeno gledališče (za Olimpijskem gledališčem  v Vicenzi) ter je skupaj z njim in Farnesejevim gledališčem v Parmi eno od treh renesančnih gledališč, ki še vedno obstajajo. 

## Zgodovina
Gledališče je bilo zgrajeno med letoma 1588 in 1590 in je delo slavnega Vicenčana arhitekta Vincenza Scamozzija po naročilu vojvode Vespazijana I. Gonzage. Gonzaga si je prizadeval, da bi svoj majhni vojvodski sedež preoblikoval v klasično idealno mesto.  Pomembnost, ki jo je gledališče imelo kot znak civilizirane družbe, ki jo je vojvoda poskušal ustvariti, kažeta ugledna lokacija, ki je bila namenjena za gledališče na glavni Julijini ulici mesta (Via Giulia), in postavljena ločena stavba. Stavba je bila v skriti in ozki okolici, ki jo je bilo mogoče uspešno preoblikovati v gledališče le z veliko domišljije enega najbolj nadarjenih renesančnih arhitektov.
Vpliv Olimpijskega gledališča je razviden iz številnih značilnosti, predvsem pri kolonadah pri zadnjem delu sedežev in pri oblikovanju. Scamozzi je nadzoroval gradnjo Olimpijskega gledališča po smrti velikega Andree Palladia, ki je postavil prvotno zasnovo. Scamozzi je bil  odgovoren za izredne perspektive odrskih kulis v njem.
Gledališče v Sabbioneti je bilo precej drugačno gledališče, deloma zaradi različne zgradbe, v kateri je bilo, in deloma zato, ker se je Scamozzi v prvem gledališču veliko naučil in se dokopal do pomembnih spoznanj. Stavba je približno trikrat daljša, kot je široka, medtem ko je prostor, ki ga zaseda Olimpijsko gledališče, približno kvadraten. Daljša, ožja struktura stavbe je pomenila, da Scamozzi ni mogel zgraditi sedežev v obliki polkroga, ki je bil za Palladia idealna oblika za gledalce, ki temelji na vzorcu antičnih rimskih gledališč. Tako je bil prisiljen raztegniti predel sedežev v podkev.
Poleg tega je Scamozzi popolnoma opustil izdelane in klasično navdihnjene prednje skene, značilne za Olimpijsko gledališče. Odstranitev te toge kulise ga je prisilila, da je zgradil sedem ločenih uličnih scen, da bi vsi gledalci lahko videli vsaj en del, kar je omogočilo izdelavo enotnega perspektivnega pogleda na eno ulico. Scamozzijevi načrti za iluzionistično pokrajino so jasno vidni v zgornjem desnem kotu njegovih načrtov za gledališče. Iluzija velike razdalje je bila dosežena s hitrim zmanjševanjem velikosti lažnih sprednjih zgradb na stisnjeni razdalji. Kot sestavni del iluzije se je stopnja tal hitro povečala, da bi se zgradbe lahko skrčile navpično, obe strani pa sta se ostro zapirali. Ti dve značilnosti v zasnovi sta vidni v zgornjem desnem in spodnjem desnem delu Scamozzijevih načrtov. Glede na pokritost sedežev je bila enotna perspektiva primerna za vse gledalce.
V 17. stoletju je bila Scamozzijeva izvirna pokrajina odstranjena in zamenjana z novim sistemom gibljivih prizorov.  Njegovi prvotni načrti, ki so prikazani na sliki, so bili najdeni v arhivih v Uffiziju v Firencah, kar je omogočilo, da so v 20. stoletju obnovili sceno na podlagi prvotnih načrtov in jo spet dodali v gledališče.

## Videz
Fasade stavbe so dvonadstropne. V spodnjem nadstropju so okna in portali postavljeni nad visokim podnožjem stebrov, pa tudi robovi zgradbe. V zgornjem nadstropju so pilastri v toskanskem slogu, ogredje z metopami in triglifi pa je še vedno v dorskem slogu, ki je osnova toskanskega sloga. Besedilo "Roma quanta fuit ipsa ruina docet" je bila večkrat vstavljena okoli venca, ki ločuje dele fasade. Med pilastri je Scamozzi izmenično vstavil okna in niše, na krajših straneh na hrbtu tri in spredaj štiri, na daljših straneh devet. Polkrožne niše so pokrite s preprostimi trikotnimi žlebovi, okna premoščajo segmentni loki. Okenske preklade, medaljone in zgornji del ogredja dodatno krasijo sime v skladu z jonskim slogom.